# Vital Aza
Vital Aza Álvarez-Buylla (La Pola de Ḷḷena, 28 d'abril de 1851-Madrid, 13 de desembre de 1912) fou un escriptor, comediògraf, periodista, poeta i humorista espanyol.

## Biografia[2]

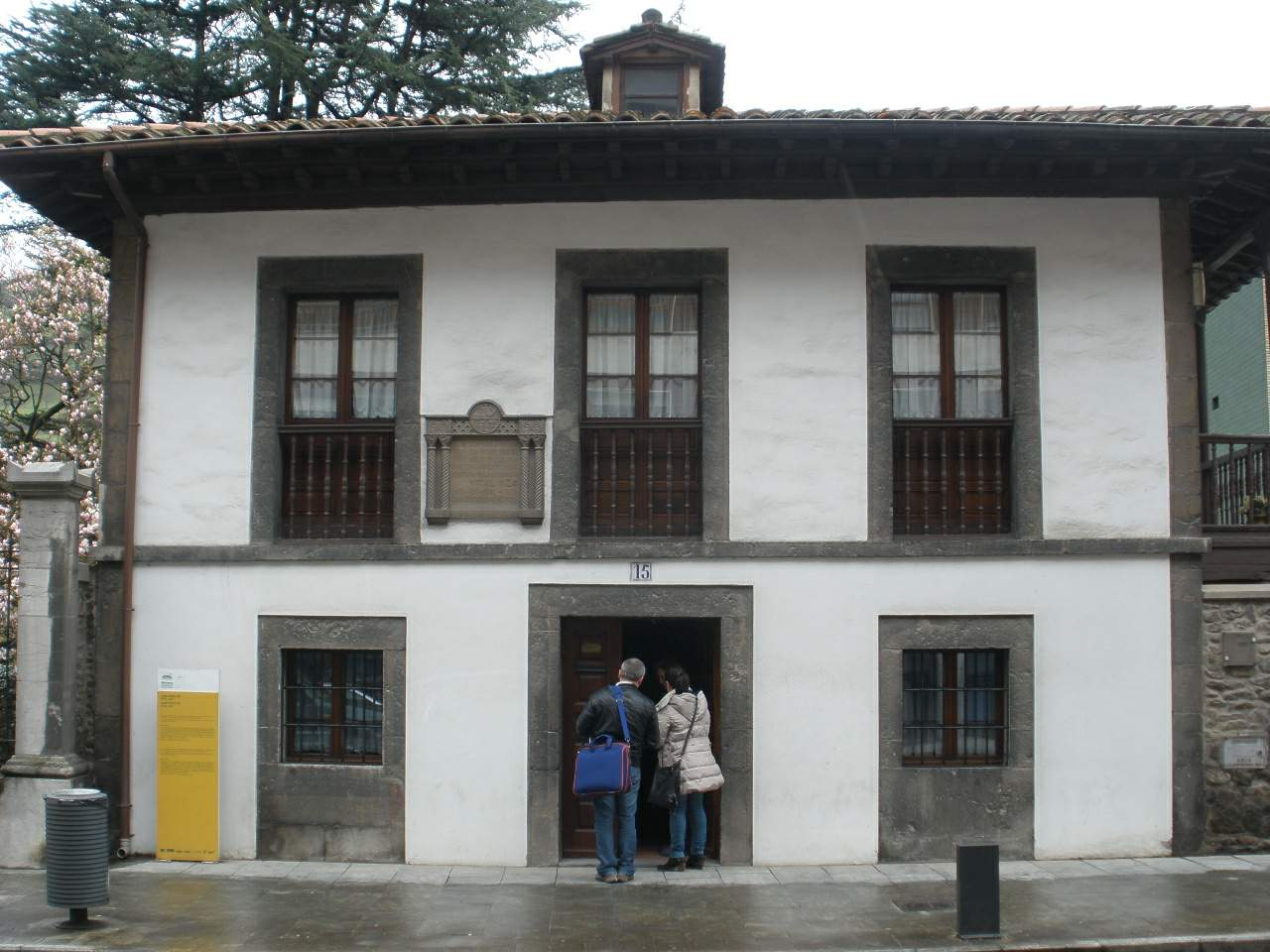
Casa natal de Vital Aza en La Pola (Ḷḷena)

Vital Aza va néixer a la localitat asturiana de La Pola el 28 d'abril de 1851. Va fer el batxillerat a Oviedo i cursà estudis mitjans de delineant a Gijón.
Va treballar com a tècnic en la construcció del ferrocarril en el tram Oviedo-Gijón. Hi ha elements autobiogràfics de la seva participació en l'estesa del ferrocarril i en el naixement del desenvolupament industrial en la seva obra La Praviana, una de les últimes, estrenada en 1896. A Oviedo s'inicià ja, cursant el batxillerat, en el cultiu de la poesia humorística i col·laborà en periòdics i revistes i, encara que va acabar la carrera de medicina a Madrid, no va arribar mai a exercir-la, dedicant-se al periodisme satíric i al teatre.
Va ser un habitual del Bilis club juntament amb els asturians Armando Palacio Valdés i Leopoldo Alas. A Madrid va col·laborar en el setmanari El Garbanzo, dirigit per Eusebio Blasco, en La Ilustración Española, en Blanco y Negro, en Heraldo de Madrid i en Madrid Cómico i Barcelona Còmica, així com en revistes i publicacions diverses, sempre amb agut sentit de l'humor; va escriure també peces teatrals, 38 originals i 24 en col·laboració, sobretot amb el seu amic Miguel Ramos Carrión, amb José Estremera i amb Miguel Echegaray, destacant pel seu enginy i vis còmica. Va treballar també la poesia festiva, publicant les col·leccions Bagatelas (1896) i Pamplinas y frivolidades (1899).
Va estar sempre molt vinculat a la seva natal Astúries. Es va casar en 1882 amb una dama natural de Gijón, Maximina Díaz Sampil, nascuda a Mieres, quedant a partir de llavors molt vinculat a aquesta vil·la. Van tenir 4 fills: Luis, Pedro, Vital i Carmen. Vital Aza Díaz va ser un metge de gran prestigi. Un net de Vital Aza, el cardiòleg Vital Aza Fernández-Nespral, va ser un dels metges de l'equip que va atendre al general Francisco Franco els últims dies de la seva dia. Vital Aza passava a Mieres els estius i a Màlaga els hiverns, a causa de la seva mala salut.
Va ser el primer president de la Societat d'Autors Espanyols, creada en 1899, precursora de l'actual Societat General d'Autors i Editors (SGAE).
Va morir el 13 de desembre de 1912 a Madrid, i va ser enterrat a Mieres.

## Obra

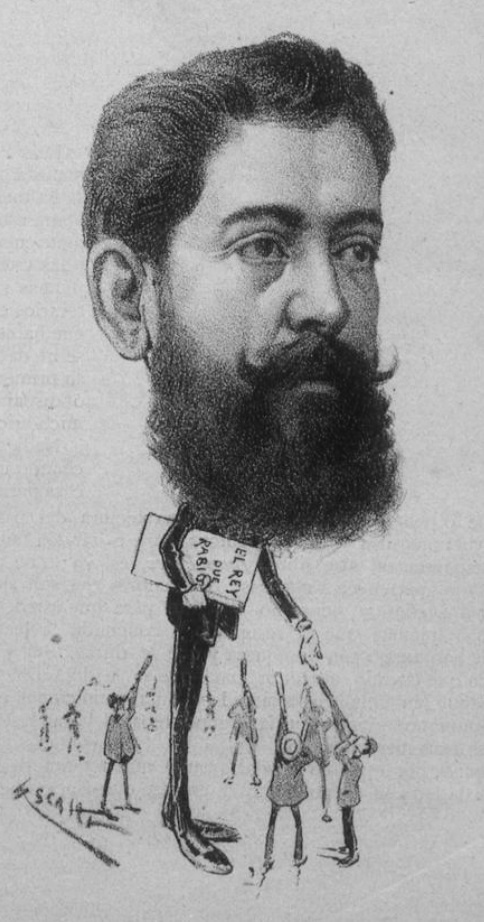
Caricaturitzat per Ramon Escaler i Ullastre en La Semana Cómica

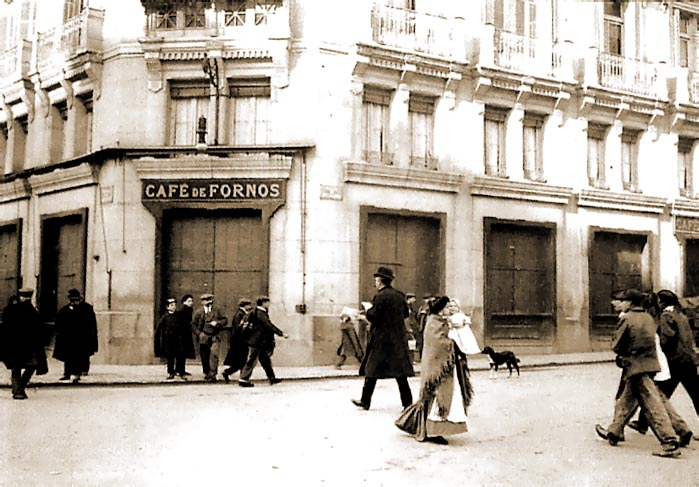
L'antiquíssim Café de Fornos de Madrid, teatre de nombroses tertúlies, entre elles la de Vital Aza, en una fotografia de l'any 1908. Avui dia està ocupat per un establiment Starbucks.

Vital Aza va tenir tertúlia en el Café de Fornos de Madrid, situat en la cantonada entre Alcalá i Peligros i fundat per un servent del Marquès de Salamanca. Allà Vital Aza reunia entorn seu a un grup de tertulians. Freqüentat per polítics, literats i artistes, va tancar les portes en 1908. La seva composició, segons ens la descriu A. Bonet: "comptava amb elegants gabinets reservats i sales que com a acordions s'ampliaven per a banquets. Era un local solemne, patrici i seriós, de cuina i to europeïtzant. Decorat amb pintures de Sala, Gomar i Casto Plasencia entre d'altres, tenia mobles de caoba i els seus murs estaven coberts per grans miralls".
Vital Aza es va donar a conèixer en El Garbanzo, revista que dirigia el també escriptor Eusebio Blasco. El 7 de febrer de 1874 va aconseguir el seu primer èxit teatral amb ¡Basta de matemáticas!. La seva comèdia Parada y fonda va ser traduïda a l'esperanto. Entre les seves nombroses obres per a l'escena destaquen Aprobados y suspensos, ¡Adiós Madrid!, Los tocayos, El señor cura, El sueño dorado, El sombrero de copa, La rebotiga, Noticia fresca (en col·laboració amb José Estremera), Tiquis-miquis, Parada y fonda, Fráncfort, Robo en despoblado, La marquesita, Ciencies exactas, Pensión de demoiseilles, Perecito, El padrón municipal, El viaje a Suiza, etc. També va adaptar al castellà l'obra de Santiago Rusiñol L'alegria que passa. Va escriure a més bastants obres en col·laboració amb el seu amic Miguel Ramos Carrión, entre les quals destaquen El señor gobernador i Zaragüeta, i llibrets de sarsueles, com ara El rey que rabió, al que va posar música Ruperto Chapí en 1891 i que és considerada per Alonso Cortés la millor sarsuela del segle xix. També va escriure el llibret de Los lobos marinos (1887).
El teatre de Vital Aza segueix els rumbs del del seu amic Miguel Ramos Carrión, preferint la comèdia-sainet. En les seves obres apareix sobretot reflectida la classe mitjana en els aspectes que més es prestaven a aquest efecte còmic o satíric. Algunes de les seves obres s'han traduït a l'italià, portuguès i alemany.
Com a poeta satíric, posseïa el secret de la rima i mai se li va poder imputar una mala rima; va conrear un tipus de poesia humorística, benintencionada, sense complicacions ni pretensions, moltes vegades circumstancial, i el seu prosaisme és franc perquè no té les ambicions d'un dels seus models, Ramón de Campoamor; va escriure en aquest gènere Todo en broma (1891), Teatro moderno (1894), Bagatelas (1896), Ni fu ni fa (1898), Pamplinas (1899), reeditat en 1904; Frivolidades (1909), Broma y más broma (1912).
També va escriure un curiós conjunt de biografies humorístiques, Plutarquillo (1901), i una Historia cómica de España (1911).
Les seves Obres completes han estat publicades a Oviedo l'any 1993.

## Obres de Vital Aza

### Poesia
- 1891 Todo en broma
- 1894 Teatro moderno
- 1896 Bagatelas
- 1898 Ni fu ni fa
- 1899 Pamplinas
- 1909 Frivolidades (prosa i vers)
- 1912 Broma y más broma (obra pòstuma)

### Prosa festiva
- 1901 Plutarquillo (prosa i vers)
- 1911 Historia cómica de España (col·laboració amb Pérez Zúñiga,Taboada, Delgado, Luceño, Ramos Carrión i altres)

### Teatre
- 1874 Basta de matemáticas
- 1874 El pariente de todos
- 1874 La viuda del zurrador (col·laboració amb Ramós Carrión)
- 1875 Desde el balcón
- 1875 El autor del crímen
- 1875 Aprobados y suspensos
- 1876 Horas de consulta
- 1876 Noticia fresca (col·laboració amb José Estremera)
- 1876 Tras el pavo
- 1877 Paciencia y barajar
- 1877 Calvo y compañía
- 1878 Pérez y quiñones (inèdita)
- 1878 Con la música a otra parte
- 1879 Llovido del cielo
- 1879 Turrón ministerial (inèdita)
- 1879 La ocasión la pintan calva (col·laboració amb Ramos Carrión)
- 1879 Periquito (col·laboració amb Ramos Carrión, sarsuela, música de Rubio)
- 1880 ¡Adiós Madrid!
- 1880 De tiros largos (col·laboració amb Ramos Carrión)
- 1880 La primera cura (col·laboració amb Ramos Carrión)
- 1880 El medallón de topacios (col·laboració amb José Estremera, inèdita)
- 1880 Prestón y compañía (col·laboració amb Eusebio Blasco)
- 1881 Parientes lejanos
- 1881 El hijo de (col·laboració amb Ramos Carrión)
- 1882 Carta canta
- 1882 Las codornices
- 1882 De todo un poco (col·laboració amb Miguel Echegaray)
- 1882 Robo en despoblado (col·laboració amb Ramos Carrión)
- 1883 Juego de prendas
- 1883 Tiquis-Miquis
- 1883 ¡Un año más! (col·laboració amb Miguel Echegaray)
- 1884 Pensión de Demoiselles (col·laboració amb Miguel Echegaray, música de Barbero)
- 1885 San Sebastián, mártir
- 1885 Parada y fonda
- 1886 Perecito
- 1886 Los tocayos
- 1886 Boda y bautizo (col·laboració amb Miguel Echegaray)
- 1886 Viaje a Suiza (col·laboració amb Miguel Echegaray, inèdita)
- 1886 La almoneda del tercero (col·laboració amb Ramos Carrión)
- 1886 Coro de señoras (col·laboració amb Ramos Carrión, música de Nieto)
- 1887 El sombrero de copa (traduït al suec per Åke Munthe com "Domarens hatt", estrena el desembre de 1912 al Strindbergs Intima Teater).
- 1887 El padrón municipal (col·laboració amb Ramos Carrión)
- 1887 Los lobos marinos (col·laboració amb Ramos Carrión, reescrita com a sarsuela, música de Ruperto Chapí)
- 1888 El señor gobernador(col·laboració amb Ramos Carrión)
- 1890 El sueño dorado
- 1890 Su excelencia
- 1890 El señor cura (reescrita en dos actes en 1897)
- 1891 El rey que rabió (col·laboració amb Ramos Carrión, sarsuela, música de Ruperto Chapí)
- 1891 El oso muerto (col·laboració amb Ramos Carrión)
- 1893 Villa tula
- 1894 Zaragüeta (col·laboració amb Ramos Carrión)
- 1894 Chifladuras
- 1895 La rebotica
- 1896 La praviana
- 1897 Venta de baños
- 1898 La marquesita
- 1899 La sala de armas
- 1900 El afinador
- 1902 Ciencias exactas
- 1904 El prestidigitador (col·laboració amb Santiago Rusiñol, monòleg)
- 1904 Fráncfort (estrenada a Buenos Aires i més tard a Espanya, l'any 1905, sobre un conte d'Arturo Reyes)
- 1905 Chiquilladas
- 1907 El matrimonio interino (adaptació del francès).